# التر دو چائو
التر دو چائو (به پرتغالی: Alter do Chão) یک سکونتگاه مسکونی در پرتغال است که در Portalegre District واقع شده‌است.

## خصوصیات
التر دو چائو ۳۶۲٫۰ کیلومترمربع مساحت و ۳٬۶۶۶ نفر جمعیت دارد.

## نگارخانه

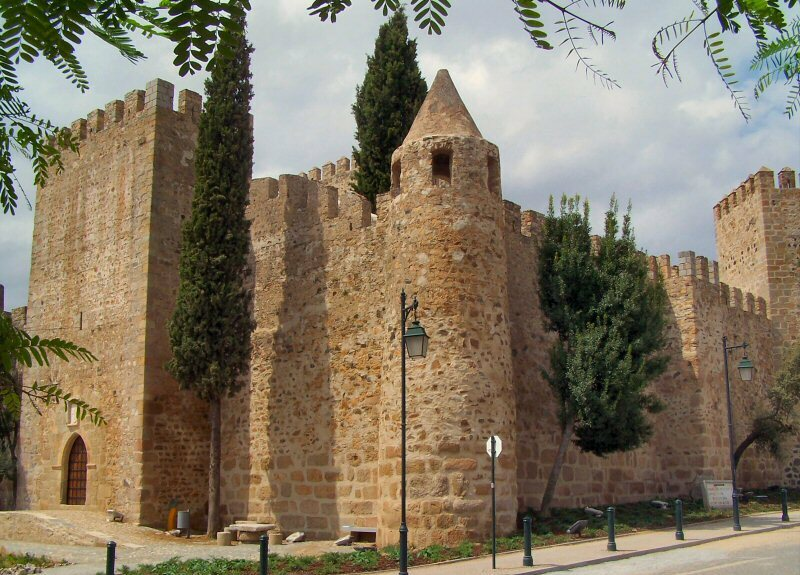
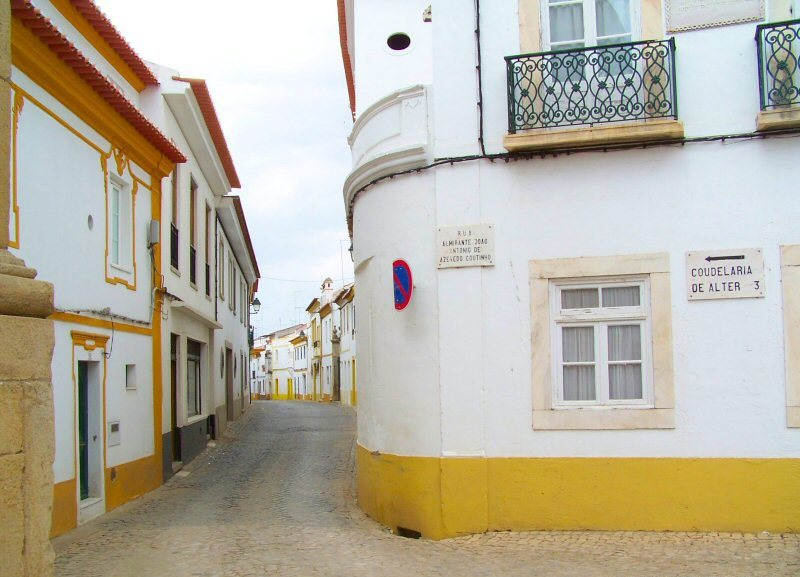
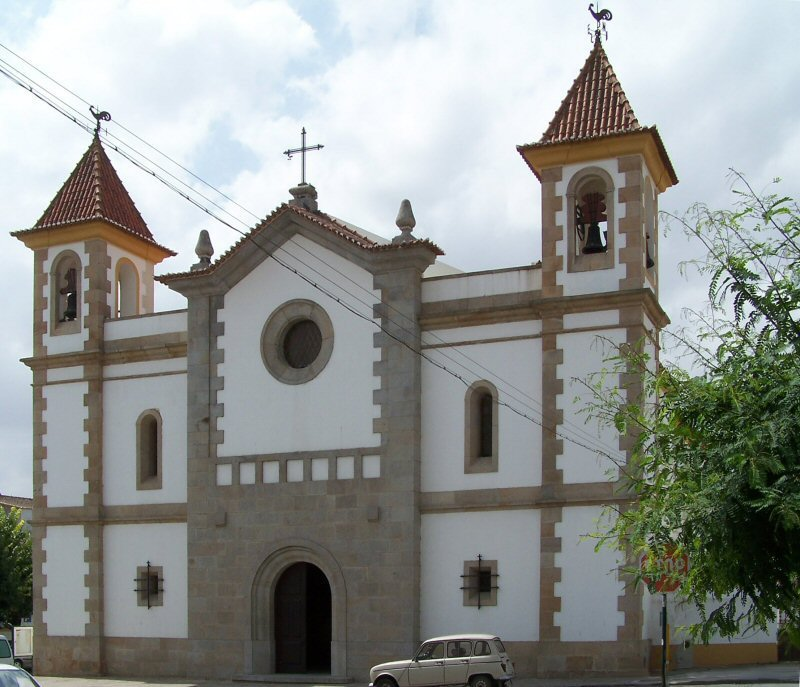